# Mysterie in de zoo
Mysterie in de zoo is een  stripverhaal uit de reeks van Jerom. Het hoort bij de "Groene Reeks (De gouden stuntman)" en de eerste druk is van 1980.

## Locaties
- Politiebureau, Morotariburcht, zoo, huis van vrouw

## Personages
- Jerom, Odilon, tante Sidonia, professor Barabas, Sander en andere politieagenten, commissaris, Kurt Kraak, medewerker zoo, vrouw, brandweermannen, verpleegster, directeur zoo, bezoekers zoo

## Het verhaal
Jerom wordt 's avonds gearresteerd en op het politiebureau wordt de vergissing ontdekt door de commissaris. De werkelijke verdachte is Kurt Kraak die diamanten gestolen heeft. Op de radio zijn berichten over de roof. Jerom gaat de volgende dag met Odilon naar de zoo en ze zien twee mannen foto's maken en daarna snel vertrekken. Op de terugweg zien ze een kat die naar binnen wil en ze bellen aan. Zo komen ze bij een mevrouw die hen voor een bakje koffie uitgenodigd, maar haar huis stort in. Het blijkt al tijden afgekeurd te zijn. De brandweermannen proberen de inwoners te redden, gelukkig heeft Jerom het vrouwtje beschermd tegen het puin en mankeert ze niks. In de kelder vinden de brandweermannen een man in een duikpak en hij wordt in een ambulance afgevoerd. Als Jerom deze man wil bezoeken in het hospitaal, blijkt hij verdwenen te zijn. Jerom gaat terug naar het huisje en hoort van de vrouw dat er een eeuwenoud waterreservoir onder de kelder ligt. Het huis was gebouwd tegen de muur van de zoo, maar er rest nu alleen een hoop stenen.
Jerom gaat naar de zoo en ziet dat er een aquarium is gebouwd tegen de muur waar het huisje ooit aan grensde. Hij vraagt de directeur van de zoo of hij het aquarium mag bewaken en krijgt een uniform. Op een dag komen mannen met filmapparatuur en ze laten de andere bezoekers wegsturen door Jerom. 's nachts gaan ze met duikpakken door een luik bij het aquarium. Jerom ziet licht branden, maar wordt door een gas verdoofd door de mannen. Jerom wordt vastgebonden en de mannen dalen af en varen over een onderaardse rivier die onder de kooi van de orang oetang doorloopt. Jerom vindt kaarten van de mannen en schrijft een briefje wat hij aan de kat meegeeft. Jerom volgt de mannen door het water. De mannen hebben boobytraps geplaatst, maar Jerom weet hen toch te volgen. De mannen boren een gat naar de kooi van de orang oetang en er begint een gevecht. De orang oetang wint en Jerom komt ook in de kooi. Ook hij moet vechten met de orang oetang, maar hij weet het dier te verslaan. Dan arriveren politieagenten, ze zijn gewaarschuwd door de vrouw die het door Jerom geschreven briefje had gelezen. Jerom trekt het pak van de orang oetang uit. Het blijkt de vermomming te zijn van Kurk Kraak. De buit is verstopt in de holle boom van het verblijf. De mannen worden gearresteerd